# Зірка (Березівський район)
Зі́рка — село Старомаяківської сільської громади Березівського району Одеської області в Україні (до 25 жовтня 2020 року — у колишньому Ширяївському районі). Населення становить 68 осіб.

## Населення
Згідно з переписом УРСР 1989 року чисельність наявного населення села становила 113 осіб, з яких 62 чоловіки та 51 жінка.
За переписом населення України 2001 року в селі мешкало 68 осіб.

### Мова
Розподіл населення за рідною мовою за даними перепису 2001 року:
| Мова       | Відсоток |
| ---------- | -------- |
| українська | 58,82 %  |
| молдовська | 41,18 %  |